# Обраний народ
О́браний наро́д також ви́браний наро́д — міфологічне уявлення про вроджену вищість спільноти, народу, етносу в порівнянні з іншими. Віра в «обраність» часто буває фатальною й проявляє найбільші жорстокості до інших «не обраних». Термін поширений як в релігійних догматах, так і в політичних ідеологіях:
- в юдаїзмі «обраним народом» (івр. עַם סְגֻלָה) вважаються євреї, натомість інші, неєвреї — «гої» (івр. גּוֹיִם), зокрема християни, а також люди, що не сповідують авраамічні релігії — «нохрі» (івр. נָכְרִי, в якості образливого та зневажливого ставлення до прихильників політеїстичних релігій та інших культів);
- в расовій політиці Третього Рейху «панівним народом» (нім. Herrenvolk) вважалась так звана «арійська раса», що ототожнювалася в першу чергу з німцями, представники інших «рас» згідно з тією ж політикою мали бути або рабами або винищеними;
- згідно з популярною у XVI—XIX століттях «сарматською ідеологією» в Речі Посполитій вважалося, що польська шляхта — це нащадки стародавніх сарматів і таким чином вони відмежовували себе від нижчих верств населення (як на суспільному рівні, так і на етнічному, протиставляючи себе «хлопам» (пол. chłop) — литовцям і русинам), дискримінуючи та дегуманізуючи останніх. Апогеєм польського «сарматизму» стала «Золота вольність» (пол. Złota Wolność) — майже необмежена влада шляхти в державі, яка врешті-решт призвела до занепаду Речі Посполитої;
- росіяни широко використовують концепцію «Народу-богоносця» який виконує велику божествену місію на землі.
- в російському більшовизмі, концепцію «обраного народу» було замінено концепцією «обраного класу» — «пролетаріату». Звідси з'явився міф про «диктатуру пролетаріату».
- в мунізмі обраний народ — це спільнота, яку Бог ставить у центр Свого провидіння, доручаючи їй прокласти зразковий шлях відновлення й підготувати основу для приходу Месії. Бог направляє цей народ, а історія такого народу спрямовує, у свою чергу, історію людства загалом.[1] У різні епохи роль обраного народу виконували: ізраїльтяни до розп'яття Ісуса, далі християни, германські народи, які в Західній Європі стали основою раннього християнського феодального ладу, далі США як «другий Ізраїль», потім корейці після прийняття християнства і, зрештою, благословенні сім’ї, що отримали Благословення Істинних Батьків.[2][3][4]